# Rhynchospora polystachys
Rhynchospora polystachys là loài thực vật có hoa trong họ Cói. Loài này được (Turrill) H.Pfeiff. miêu tả khoa học đầu tiên năm 1935.